# 오하이오 도미니컨 대학교

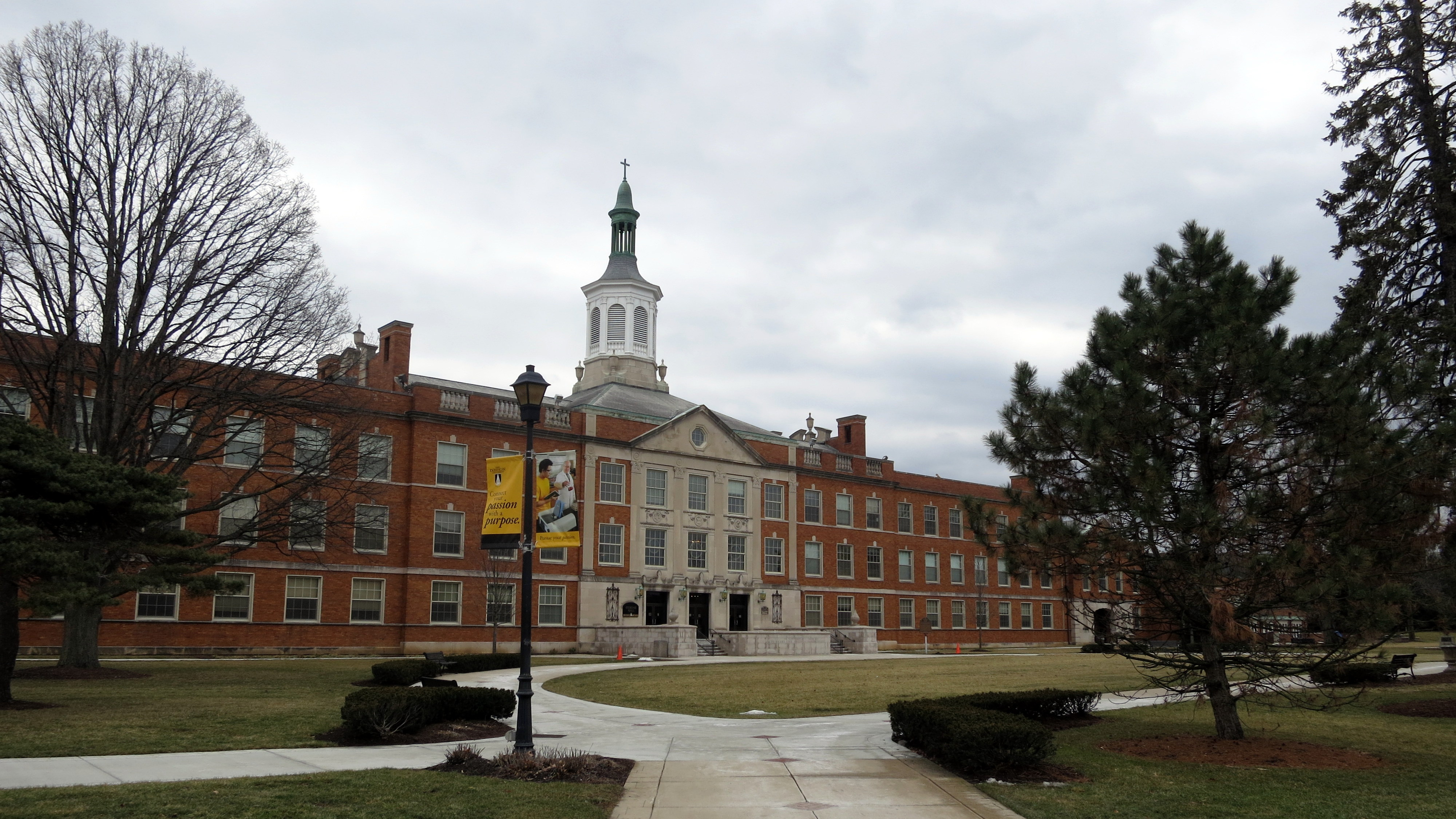

오하이오 도미니컨 대학교(영어: Ohio Dominican University)는 미국 오하이오 주 콜럼버스에 있는 4년제 사립 대학교이다.

## 학교 연혁과 역사
1911년 첫 개교되어 현재에 이르고 있다.